# Star Wars Jedi: Fallen Order
Star Wars Jedi: Fallen Order, traducido en algunas tiendas digitales como Star Wars Jedi: La Orden caída, es un videojuego de acción y aventura para un solo jugador desarrollado por Respawn Entertainment y publicado por Electronic Arts, ambientado en el universo de Star Wars. La trama se sitúa entre el Episodio lll: La Venganza de los Sith y el Episodio lV: Una Nueva Esperanza. Fue anunciado durante el E3 2018 y se realizó una revelación más detallada en la celebración de Star Wars en abril de 2019. El juego fue lanzado el 15 de noviembre de 2019 para Microsoft Windows, PlayStation 4 y Xbox One.
El juego fue dirigido por Stig Asmussen, quien se unió a Respawn en 2014. El juego comenzó a desarrollarse como un título original no relacionado con Star Wars, y Electronic Arts sintió que la acción funcionaría bien como un juego de Star Wars, lo que convenció a Lucasfilm de autorizar y consultar sobre el proyecto. Las imágenes del juego fueron influenciadas por Rogue One y Star Wars Rebels, mientras que el combate y los niveles se inspiraron en Metroid Prime, Dark Souls y The Legend of Zelda: The Wind Waker. El elenco de voces del juego incluye a Cameron Monaghan como Cal Kestis y Debra Wilson como su mentor Cere. Ben Burtt proporcionó la voz para el droide compañero de Cal, BD-1, mientras que Forest Whitaker repitió su papel de Rogue One como Saw Gerrera. La música, compuesta por Stephen Barton y Gordy Haab, fue grabada en Abbey Road Studios con la Orquesta Sinfónica de Londres y el Coro Bach.
Revelado en mayo de 2016, el juego se lanzó para PlayStation 4, Windows y Xbox One en noviembre de 2019, y para PlayStation 5 y Xbox Series X/S en junio de 2021. El juego recibió críticas generalmente favorables, y los críticos elogiaron el combate del juego, personajes, actuación y diseño mundial, aunque recibió críticas por su historia, problemas técnicos y falta de pulido en el lanzamiento. Fue un éxito comercial, vendiendo más de 10 millones de copias en 2020. Fue nominado para varios galardones de fin de año, incluido el de Mejor juego de acción/aventura en The Game Awards 2020. Una secuela, Star Wars Jedi: Survivor, se lanzó en abril de 2023.

## Premisa
Después de la Orden 66, que inició la purga de la Orden Jedi en toda la galaxia, los jugadores toman el control del Padawan Cal Kestis (interpretado por Cameron Monaghan), uno de los últimos Jedi supervivientes. Durante la historia, Cal se somete a duras pruebas en su camino para superar el traumático pasado, que dejó como secuela el fin de la guerra de los clones.

## Desarrollo
Luego de su salida de Santa Monica Studio, Stig Asmussen, quien anteriormente había dirigido God of War III, se unió a Respawn Entertainment en 2014. Se desempeñó como director de juegos del estudio, liderando el segundo equipo de desarrollo del estudio mientras el primer equipo de desarrollo trabajaba en Titanfall. Antes del desarrollo del juego, Respawn discutió la posibilidad de hacer un juego de Star Wars con el editor Electronic Arts (EA), que controlaba una licencia exclusiva de Lucasfilm para desarrollar nuevos juegos de Star Wars. Este plan no se llevó a cabo. Cuando este plan no se llevó a cabo, Respawn comenzó a desarrollar un concepto de juego original y EA sintió que el proyecto podría funcionar bien como un juego de Star Wars. Como propietario de la propiedad intelectual de Star Wars, Lucasfilm protegía a los Jedi como una parte «sagrada» de la franquicia y alentó a Respawn a hacer un juego de disparos sobre un contrabandista o un cazarrecompensas. Sin embargo, Asmussen retrocedió con su visión y convenció a Lucasfilm de centrarse en un juego con Jedi y combate con sables de luz. Lucasfilm continuaría comunicándose con Asmussen y Respawn, asegurando la fidelidad del juego al escenario de Star Wars. Visualmente, el juego se inspiró en gran medida en Rogue One y Han Solo: una historia de Star Wars. El equipo también se inspiró en Star Wars Rebels, que tuvo lugar en el mismo período.

### Guion
Aaron Contreras dirigió el equipo de redacción del juego, que incluía a Chris Avellone y varios escritores con experiencia en el entorno de Star Wars a partir de su trabajo en The Clone Wars y Rebels. El equipo quería desarrollar una historia entre los eventos del Episodio III y IV, para explorar elementos reconocibles de Star Wars que habían sido infrautilizados en otros medios. El diseñador de niveles Jeff Magers describió los eventos posteriores al Episodio III como« un lugar perfecto para un héroe de videojuegos, como una vela de luz parpadeante en un lugar muy oscuro». El equipo quería evocar los sentimientos de la trilogía original, mientras creaba una historia Jedi «auténtica» y un viaje de héroe clásico. Al comienzo del juego, Cal aún no es un Jedi, ya que su entrenamiento terminó abruptamente cuando los Jedi fueron purgados durante la Orden 66. Fallen Order, por lo tanto, se concibió como una «historia de David y Goliat», centrándose en «la batalla clásica» del bien contra el mal«.
El equipo de redacción describió el «trauma» como uno de los temas principales, contando una historia sobre cómo reacciona la gente en momentos de desesperación. Esto se reflejó a través de la creciente confianza de Cal en sus habilidades y su confianza gradual en sus compañeros mientras resisten al Imperio. Cameron Monaghan proporcionó captura de movimiento y voz para el personaje. El juego eligió a un protagonista humano como más identificable que un extraterrestre, y también decidió que debería ser un hombre para diferenciarse de Rey la protagonista femenina de la trilogía secuela. Elizabeth Grullon proporcionó la voz de la Segunda Hermana. El acento británico del personaje se improvisó durante las sesiones de grabación, ya que «tenía una fuerte intuición» de que Trilla tenía un dialecto británico cuando leyó el guion por primera vez. El personaje apareció por primera vez en la serie de cómics Darth Vader: Dark Lord of the Sith.
La nave Stinger Mantis fue diseñado por el artista de Star Wars Doug Chiang. Su capitán Greez Dritus pertenece a una nueva especie alienígena creada para Fallen Order. Según Asmussen, el personaje se inspiró en «John C. Reilly y el Sr. Furley de Three's Company». BD-1 tardó dos años en diseñarse. A lo largo del juego, Cal se unió gradualmente a BD-1, una relación que Asmussen comparó con la de Charlie Brown y sus compañeros animales Snoopy y Woodstock. Inicialmente, el droide recibió el nombre en código de «perro pájaro», ya que su diseño recordaba al de un pájaro, aunque tenía la personalidad de un perro. Como droide compañero, Respawn lo diseñó para que fuera muy «agradable» y lo describió como el mejor amigo de Cal. Inicialmente, el equipo diseñó un refuerzo para BD-1 para que pudiera volar, pero luego se conformó con un diseño bípedo porque el equipo quería que fuera un droide de exploración. Tiene un par de ojos grandes, que le permiten escanear diferentes objetos y proyectar un mapa holograma. Inicialmente, el equipo pensó en dar líneas de diálogo al droide, aunque finalmente decidió trabajar con Ben Burtt para crear sus pitidos. Inicialmente, Cal se imaginó como un «manitas» que crearía BD-1 a partir de desechos, y BD-1 serviría como mochila de Cal. Esta idea fue abandonada. El diseño inicial del BD-1 recuerda al del BB-8 de la trilogía secuela, aunque tuvieron que cambiar su diseño una vez que vieron el tráiler de Star Wars: Episodio VII - El despertar de la Fuerza. Purge Troopers se crearon en conjunto con Marvel Comics. Si bien se los vio por primera vez en los cómics, Fallen Order marcaría su primera aparición como combatientes enemigos.

### Jugabilidad
Respawn quería que los jugadores exploraran el mundo sin necesidad de una guía excesiva. El equipo se inspiró en el diseño de Metroid Prime, en particular en la frecuencia con la que se ofrecen nuevas actualizaciones a los jugadores. El equipo creía que la estructura Metroidvania del juego permitía a los jugadores explorar cada ubicación libremente, al tiempo que permitía al equipo ofrecer momentos artesanales ocasionales. «Re-traversal» fue uno de los pilares centrales del diseño del juego. Los poderes de la Fuerza, en particular, se describieron como «mecanismos de bloqueo y llave» que se pueden usar para resolver acertijos y desbloquear áreas secretas. El diseño Metroidvania del juego reflejó aún más el crecimiento narrativo de Cal como personaje a medida que ganaba confianza en sí mismo y en su conexión con la Fuerza. El juego no presenta un sistema de viaje rápido, ya que el equipo creía que los jugadores explorarían cada ubicación más a fondo y buscarían atajos cuando no se les permitiera saltarse la ruta crítica.
El combate del juego fue descrito como «reflexivo» y «metódico». El equipo decidió al principio del desarrollo que los guerreros Jedi se centraran en la «precisión y la eficiencia». No estaba basado en combos, ya que el equipo no quería que los jugadores machacaran botones. En cambio, el juego consistía en golpear a los enemigos y usar las habilidades de la Fuerza en los momentos adecuados y atrapar a los enemigos con la guardia baja. El jugador debe estudiar el conjunto de movimientos de un oponente y reaccionar en consecuencia con diferentes tácticas y tiempos de ataque. Para mantenerse fiel al universo de Star Wars, Cal puede matar soldados de asalto de un solo golpe con su sable de luz. Para hacer que el combate sea más desafiante, algunos enemigos fueron diseñados con armadura natural y otros recibieron un medidor de bloqueo. Para equilibrar el juego desafiante con el accesible, el equipo buscó un término medio entre Metroid, The Legend of Zelda: The Wind Waker y los juegos desarrollados por FromSoftware, como Bloodborne y Dark Souls. En particular, el equipo no quería que el juego fuera implacable o castigador. El equipo introdujo modos de dificultad que cambian principalmente la agresión del enemigo, así como el tiempo de parada y la pérdida de salud del jugador. Incluso en el modo de juego más difícil, el equipo de diseño quería que las armas de Cal produjeran un daño letal. Como los momentos de desmembramiento eran raros en las películas de Star Wars, Lucasfilm y Respawn acordaron que el juego no incluiría desmembramientos humanos.

### Música
Gordy Haab y Stephen Barton fueron los compositores del juego. El primero había compuesto previamente las bandas sonoras de Star Wars: The Old Republic y Star Wars: Battlefront, mientras que el segundo había colaborado con el estudio en Titanfall, Uncharted y Apex Legends. La banda sonora fue grabada en Abbey Road Studios con la Orquesta Sinfónica de Londres y el Coro Bach de Londres. Según el director de audio del juego, Nick Laviers, la música del juego fue diseñada para evocar a la de la trilogía cinematográfica original, siendo «futurista» y con un «ambiente tecnológico cálido y familiar de los años 70». Haab describió la partitura del juego como «oscura», con algunas canciones que bordean el «horror gótico». El equipo sintió que el tema de Cal era difícil de crear, ya que no querían presagiar demasiado el desarrollo de su personaje y su viaje heroico. Haab evitó intencionalmente escuchar música establecida de Star Wars para crear algo nuevo para Fallen Order. La banda de folk metal de Mongolia The Hu escribió y grabó una canción, «Sugaan Essena», que ocupó un lugar destacado en el juego. La letra de la canción se escribió en mongol y luego se tradujo a un idioma ficticio de Star Wars.

## Secuela
En enero de 2022, Respawn confirmó que se encontraba en desarrollo una secuela de Jedi: Fallen Order, con Stig Asmussen asumiendo nuevamente el rol de director del juego. Posteriormente, el 27 de mayo del mismo año, fue presentado el primer tráiler de Star Wars Jedi: Survivor, el cual está previsto que sea lanzado en 2023 en PlayStation 5, Xbox Series X/S y PC.